# Yvorne
Yvorne (toponimo francese) è un comune svizzero di 1 058 abitanti del Canton Vaud, nel distretto di Aigle.

## Storia
Yvorne è citato nel resoconto dell'itinerario di Sigerico e rappresentava la LII tappa (submansio); Sigerico di Canterbury la definì Burbulei.

### Simboli
Lo stemma è stato adottato nel 1931. L'oro e il nero simboleggiano che il villaggio di Yvorne un tempo faceva parte della grande comunità di Aigle . La lettera iniziale Y è accompagnata da un grappolo d'uva, simbolo dei rinomati vini di questa zona.

## Monumenti e luoghi d'interesse
- Chiesa riformata, eretta nel 1838[3].

## Società

### Evoluzione demografica
L'evoluzione demografica è riportata nella seguente tabella:
Abitanti censiti

## Cultura

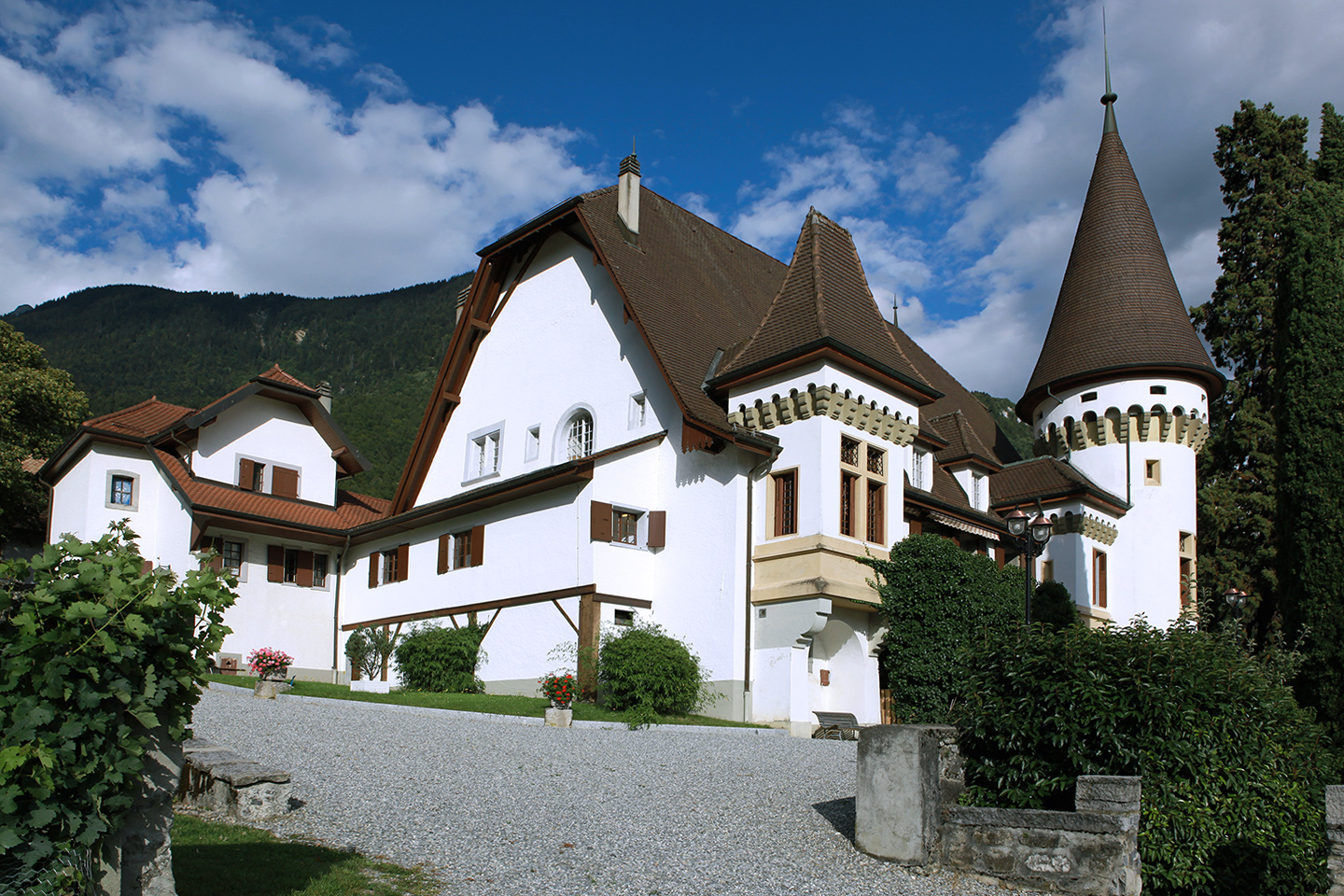
La EU Business School

A Yvorne c'è la sede operativa della EU Business School.

## Amministrazione
Ogni famiglia originaria del luogo fa parte del cosiddetto comune patriziale e ha la responsabilità della manutenzione di ogni bene ricadente all'interno dei confini del comune.